# 石橋理一
石橋 理一（いしばし りいち、1884年（明治17年）11月3日 - 没年不明）は、日本の商人（畳表商）、醸造家、広島県多額納税者。

## 経歴
広島県人・石橋喜助の二男。1917年、家督を相続する。酒造業を営み直接国税1110円を納め、広島県多額納税者に列する。

## 人物
貴族院多額納税者議員選挙の互選資格を有する。住所は広島県呉市泉場町。
『商工資産信用録 第33回 中国四国版』によると、石橋理一（調査年月・1932年5月）は「正身身代・O、信用程度・B、職業・酒造、畳表、店舗または住所・呉、泉場」である。
『商工の呉市 昭和8年度』によると「営業種別・酒製造、畳表、卸小売製造別・製、卸、小」である。

## 家族・親族
石橋家
- 父・喜助[4]（酒造業[8]）
- 母・ヤイ（1856年 - ?、広島、平岡武三郎の長女）[4]
- 妻・ヤエノ（1892年 - ?、広島、谷熊治郎の妹）[4]
- 長男・理一（1903年 - ?、前名・一夫、広島県多額納税者、酒造業）[9] - 1938年、家督を相続する[9]。
  - 同妻[9]